# Melichthys
Melichthys là một chi cá biển thuộc họ Cá bò da. Chi này được lập ra bởi Swainson vào năm 1839.

## Từ nguyên
Tên gọi của chi không được giải thích rõ nghĩa, có lẽ ghép từ mélās (μέλᾱς; "đen") và ichthys (ἰχθύς; "cá"), hàm ý (nếu đúng) đề cập đến màu đen của M. niger.

## Các loài
Có 3 loài được công nhận là hợp lệ trong chi này, bao gồm:
- Melichthys indicus Randall & Klausewitz, 1973
- Melichthys niger (Bloch, 1786)
- Melichthys vidua (Richardson, 1845)

## Phân bố
M. niger có phân bố tại hầu hết các vùng biển nhiệt đới thuộc Ấn Độ Dương, Thái Bình Dương và Đại Tây Dương. M. vidua có phân bố rộng khắp khu vực Ấn Độ Dương - Thái Bình Dương, trải dài đến quần đảo Revillagigedo (Đông Thái Bình Dương). M. indicus chỉ có phạm vi giới hạn trong Ấn Độ Dương.

## Tham khảo

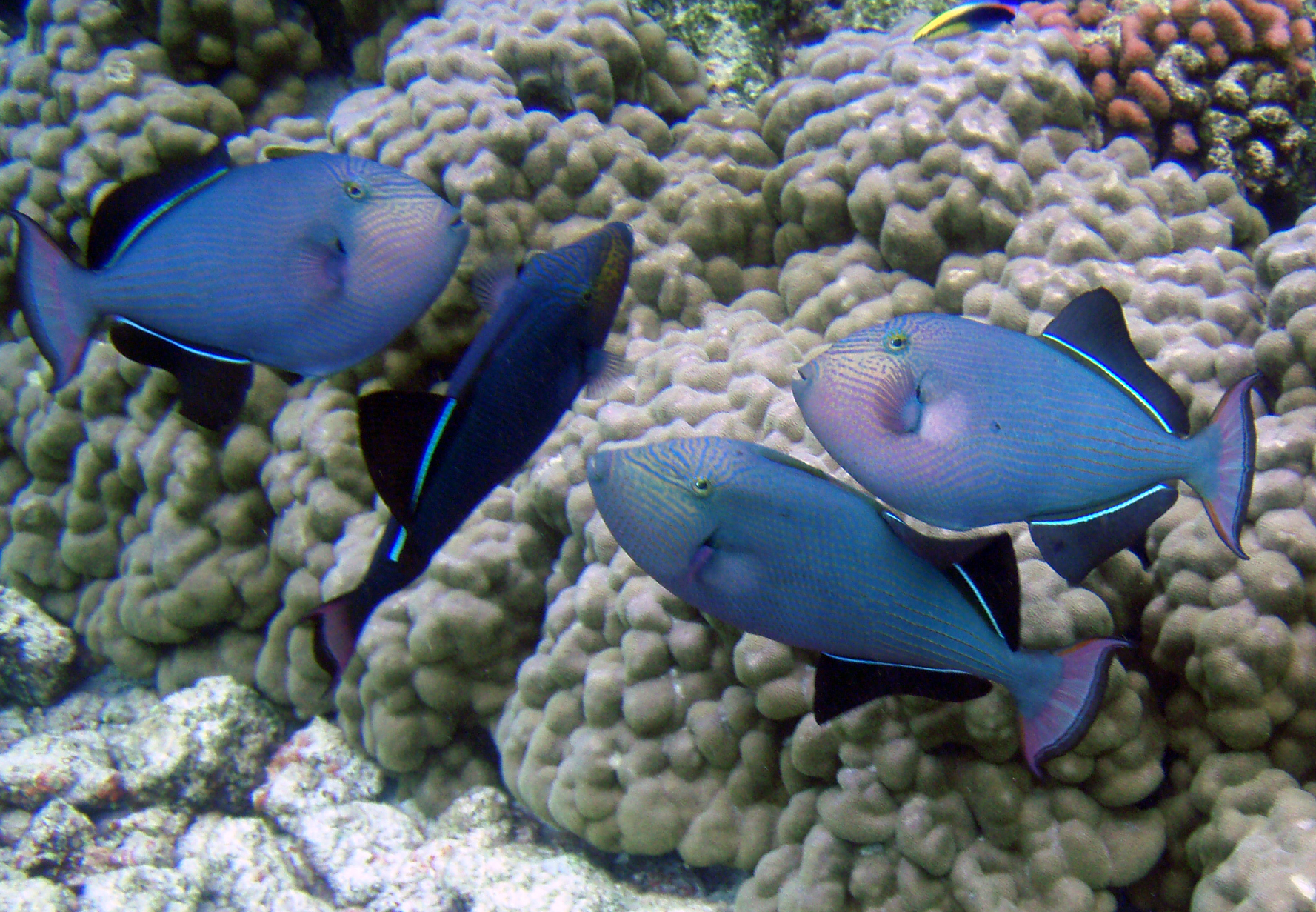
Một nhóm M. niger